# Swaciok
Swaciok (niem. Swaciok) – przysiółek wsi Kochanowice w Polsce położony w województwie śląskim, w powiecie lublinieckim, w gminie Kochanowice.
W latach 1975–1998 przysiółek położony był w województwie częstochowskim.

## Atrakcje
W  centrum przysiółku znajduje się mała kapliczka, a obok niej skrytka z gry terenowej Geocaching.